# GKN
GKN은 영국의 중견 기계 부품 회사이다.
산업혁명 당시인 1759년 영국 웨일스 주 머티르 티드필에 설립되었다. 볼트, 너트 등을 생산하다가 엔진 등 자동차 핵심부품 등을 생산하였다. 회사창립 후 244년 동안 딱 한 해만 적자를 기록했다. 우리나라에는 GKN KOREA 영업지점을 수원에 두고 있고, 제조공장(본사)은 천안시 서북구 백석동에 있다. GKN KOREA는 자동차 등속조인트를 제조하고 있으며, 쉐보레 트랙스, 르노삼성 전 차종, 쌍용 로디우스등 차종들의 드라이브라인 부품을 만들고 있다.
GKN KOREA는 2019년 11월 29일자로 한국내 직원에게 한국지사(영업 지점 및 제조 공장 포함) 기업청산을 공지했으며, 2019년 12월 13일자 기준 전 직원의 합의 사직서 일괄 수리를 통해 인적자원 청산을 시행하였다. 이로써 1996년 한화그룹과 GKN Automotive 그룹의 50:50 합작으로 시작된 GKN KOREA는 23년 동안의 한국에서의 영업 및 제조활동을 마무리짓고 있다.

## 아구스타웨스트랜드
2000년 7월 핀메카니카와 GKN은 자신들의 헬기 사업체를 합병하여 아구스타웨스트랜드를 설립하는데 동의했다. 주식 지분은 50:50으로 하였다. 2004년 5월 26일 GKN이 10억6천만 유로에 핀메카니카에 주식을 전량 매각했다. 아구스타웨스트랜드는 현재 이탈리아 2위의 기업이자 최대의 방산업체인 핀메카니카(Finmeccanica)가 소유하고 있다.